# نوچایه
نوچایه (به صربی: Noćaje) یک منطقهٔ مسکونی در صربستان است که در توتین، صربستان واقع شده‌است. نوچایه ۷۷ نفر جمعیت دارد.